# سبرينكلر
سبرينكلر (بالإنجليزية: Sprinklr)‏هي شركة برمجيات أمريكية مقرها في مدينة نيويورك تقوم بتطوير منصة إدارة تجربة العملاء ساس (سي اكس ام). يجمع برنامج الشركة ، الذي يُطلق عليه أيضًا سبرينكلر ، بين التطبيقات المختلفة لتسويق الوسائط الاجتماعية والإعلان الاجتماعي وإدارة المحتوى والتعاون ومناصرة الموظفين وخدمة العملاء وأبحاث الوسائط الاجتماعية ومراقبة وسائل التواصل الاجتماعي .
تأسست سبرينكلر في عام 2009 من قبل المدير التنفيذي للتكنولوجيا روغي ثوماس ، وبحلول سبتمبر 2020 بلغت قيمتها 2.7 مليار دولار ، مما منحها مكانة يونكون. 

## عدد الموظفين
اعتبارًا من أكتوبر 2018 ، تم الإبلاغ عن أن الشركة لديها أكثر من 1500 موظف.
اعتبارًا من ديسمبر 2019 ، أبلغت الشركة عن أكثر من 1500 موظف و 25 مكتبًا في 15 دولة في جميع أنحاء أمريكا وأوروبا وآسيا والمحيط الهادئ.

## عملاء
وتشمل قائمة عملائها أمازون ونايكي ومايكروسوفت وماكدونالدز .